# Mikecz Estilla
Mikecz Estilla (Salgótarján, 1991. június 18. –) magyar színésznő.

## Életpályája
1997–2003 között szülővárosában a II. Rákóczi Ferenc Általános Iskola, 2003–2009 között a Bolyai János Gimnázium és Szakközépiskola tanulója volt. 2009–2012 között az ELTE Bölcsészettudományi Kar Keleti nyelvek és kultúrák- japán szakirány szakos hallgatója volt, a képzést nem fejezte be. 2012–2017 között a Kaposvári Egyetem színművész szakos hallgatója volt. 
2017–2021 között a kaposvári Csiky Gergely Színház tagja volt. 2021–2023 között a Zenthe Ferenc Színház színésznője volt. 2023-tól a Karinthy Színház tagja.

### Magánélete
Párja 2020 óta Mohácsi Norbert színész.

## Fontosabb színházi szerepei
- William Shakespeare: Ahogy tetszik... több szerep
- Hans Christian Andersen: Hókirálynő... Gerda
- Edmond Rostand: Cyrano de Bergerac... Roxane
- Heinrich von Kleist: Az eltört korsó... Éva
- Anton Pavlovics Csehov: Meggyeskert... Dunyasa
- Mihail Afanaszjevics Bulgakov: A Turbin család napjai... Jelena
- Valentyin Petrovics Katajev: A kör négyszögesítése... Ludmilla
- Arthur Miller: Pillantás a hídról... Catherine
- Michel De Ghelderode: Az úr komédiásai... Szegénység kisasszony
- Ken Ludwig: Primadonnák... Linda
- Ray Cooney – John Chapman: Kölcsönlakás... Johanna Markham
- Joe Masteroff – John Kander – Fred Ebb: Cabaret... Sally Bowles
- Fred Ebb – Bob Fosse – John Kander: Chicago... Roxie Hart
- Peter Stone: Sugar (Some like it hot) – Van, aki forrón szereti... Virág
- Viktor Rizsakov: Részegek... Martha
- Vörösmarty Mihály: Csongor és Tünde... Tünde
- Weöres Sándor: Psyché
- Tamási Áron: Énekes madár... Gondos Magdolna, fiatal leány
- Németh Ákos:  Müller táncosai... Rita

## Film és televíziós szerepei
- Barátok közt (2012, 2021) – Nagy Krisztina (2012), Almássy Hédi (2021)
- Csak színház és más semmi (2016–2018) – Tatai Lili
- A tanár (2018–2021) – Dr. Béres Zsanett
- A mi kis falunk (2019–) – Hajdu Nelli
- Attila, Isten ostora (2022)
- Gólkirályság (2023–) – Szilágyi Dóra "Dorka"